# اگر تا حالا من رو نشناختی
«اگر تا حالا من رو نشناختی» (انگلیسی: If You Don't Know Me by Now) ترانه ای است که توسط کنی گمبل و لئون هاف نوشته شده‌است و توسط گروه موسیقی فیلادلفیا سول ضبط شده‌است. این اولین موفقیت آنها پس از انتشار به عنوان یک تک آهنگ در سپتامبر ۱۹۷۲ شد و در صدر جدول R&B ایالات متحده و در رتبه ۳ در بیلبورد هات ۱۰۰ ایالات متحده قرار گرفت.